# Patricia Selinger

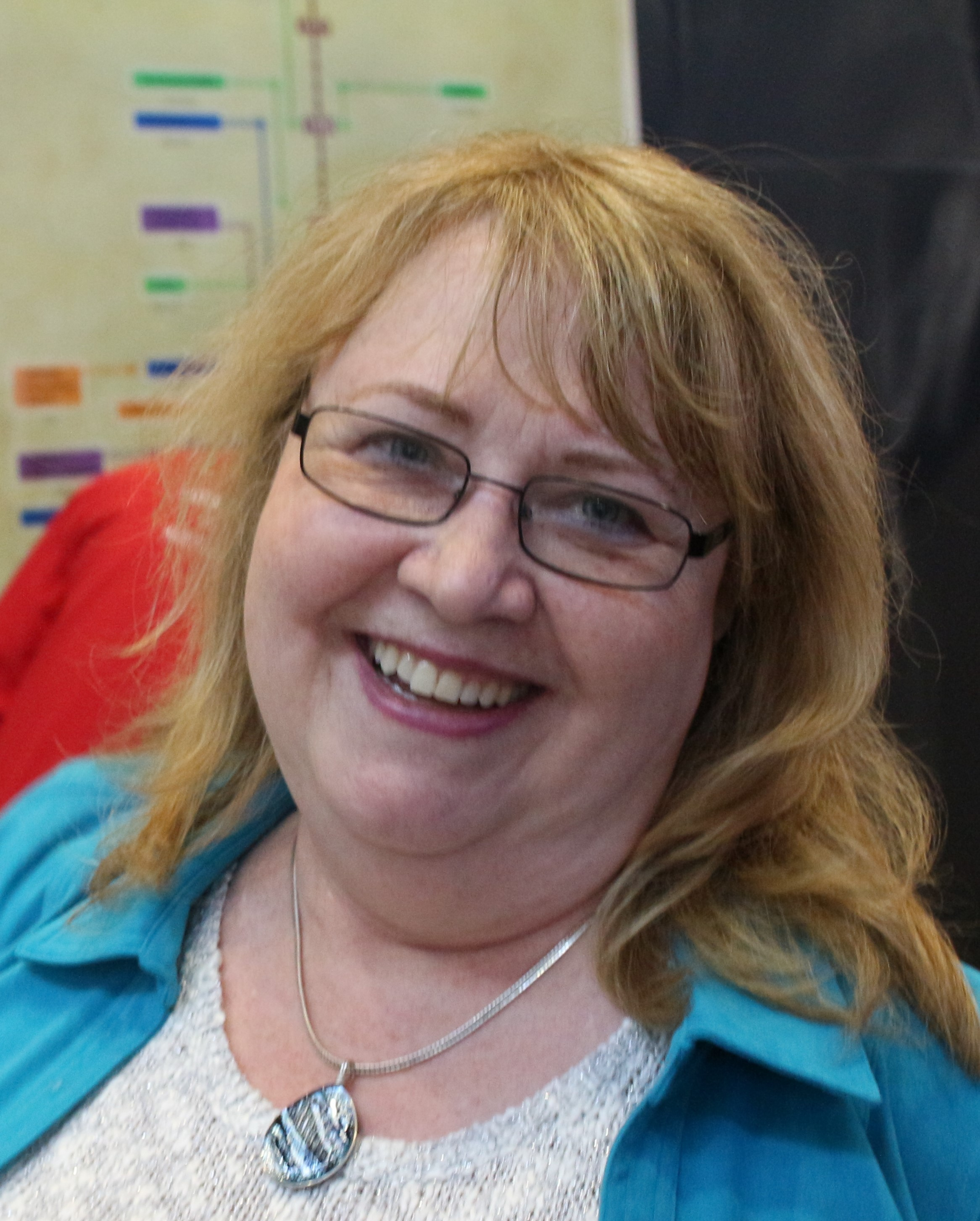
Patricia Selinger, 2014

Patricia Griffiths Selinger (* 15. Oktober 1949 in Cleveland) ist eine US-amerikanische Informatikerin und IBM Fellow, die für ihre Arbeit an relationalen Datenbanken bekannt ist.

## Studium
Patricia Selinger erhielt einen Bachelor (1971), einen Master (1972) sowie einen Ph.D. (1975) in angewandter Mathematik von der Harvard University.

## Karriere
Patricia Selinger spielte eine grundlegende Rolle bei der Entwicklung von System R, einer bahnbrechenden relationalen Datenbankimplementierung, und verfasste die kanonische Abhandlung über relationale Abfrageoptimierer. Sie ist eine Pionierin der relationalen Datenbankverwaltung und Erfinderin der Technik der kostenbasierten Abfrageoptimierung. Sie war ein wichtiges Mitglied des Teams, das den ersten Forschungsprototyp einer relationalen Datenbank entwickelt hat. Der vorgeschlagene dynamische Algorithmus zur Bestimmung der Verknüpfungsreihenfolge bildet noch immer die Grundlage für die meisten Abfrageoptimierer, die in modernen relationalen Systemen verwendet werden. Sie gründete und leitete das IBM Database Technology Institute und leistete persönlich technische Beiträge in den Bereichen Datenbankoptimierung, Datenparallelität, verteilte Daten und Verwaltung unstrukturierter Daten.
Sie war Vice President of Data Management Architecture and Technology bei IBM.
Von 2014 bis 2016 war Patricia Selinger Chief Technology Officer bei Paradata, wo sie an herausfordernden Problemen in den Bereichen Datenharmonisierung, Kuration, Provenienz und Entitätsauflösung arbeitete, um Transparenz in der Lieferkette zu schaffen.
Von 2017 bis 2018 arbeitete Patricia Selinger als Principal Architect bei Salesforce. Jetzt ist sie im Ruhestand.

## Preise und Auszeichnungen
Patricia Selinger wurde 1994 zum IBM Fellow ernannt, der höchsten technischen Auszeichnung von IBM. Sie ist seit 2009 Fellow der Association for Computing Machinery (ACM) sowie seit 2011 Fellow der American Academy of Arts and Sciences.
Für ihre Führungsrolle und ihre Beiträge zur relationalen Datenbanktechnologie wurde sie 1999 zum Mitglied der National Academy of Engineering gewählt.
Patricia Selinger hat mehr als 40 Publikationen veröffentlicht und wurde für ihre Arbeit an System R mit dem ACM Software System Award ausgezeichnet. 2002 erhielt sie den SIGMOD Innovation Award, die höchste Auszeichnung der ACM im Bereich Datenmanagement.